# Asociación Continental Americana de Trabajadores

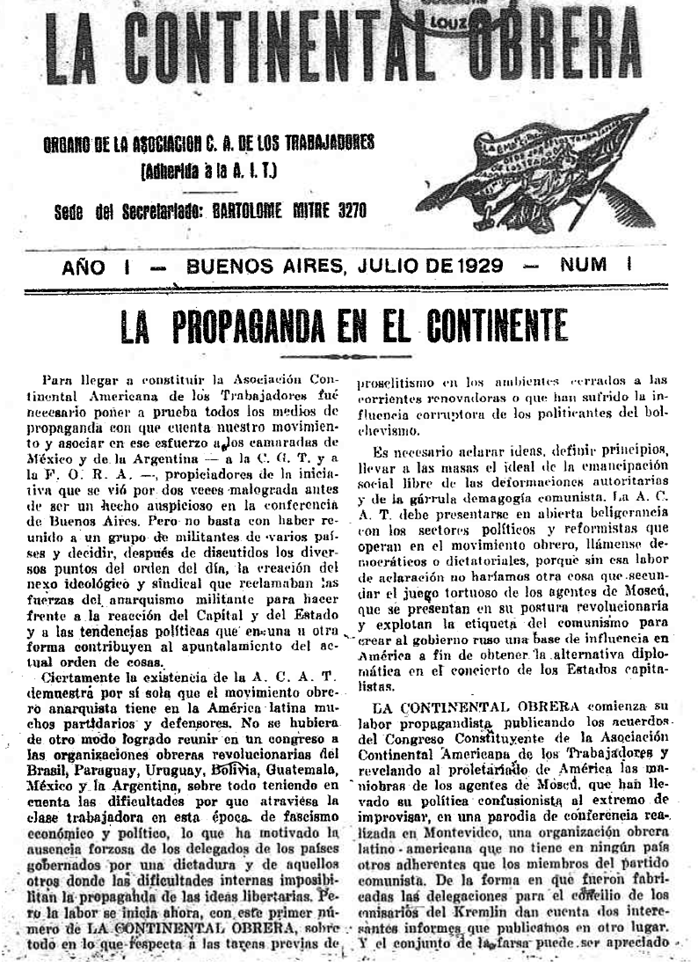
Primeiro número de La Continetal Obrera, órgão da ACAT.

A Asociación Continental Americana de Trabajadores (ACAT) (em português: Associação Continental Americana de Trabalhadores) foi uma organização internacional que reuniu diversos grupos e sindicatos de tendência anarcossindicalista da América Latina. Seu congresso inaugural, em maio de 1929, contou com a presença de delegados da Argentina, Bolívia, Brasil, Chile, Costa Rica, Guatemala, México, Paraguai e Uruguai. Estava filiada à Associação Internacional de Trabalhadores (AIT) e editava o periódico La Continental Obrera.
A ACAT foi fundada em um contexto marcado pela ascensão de governos autoritários na América Latina e no qual o anarquismo já vinha perdendo sua influência sobre o movimento operário. Assim, apesar do otimismo inicial, a atuação da ACAT foi bastante limitada. Impulsionada e mantida pela Federación Obrera Regional Argentina (FORA), foi enfraquecida após o golpe de Estado de José Félix Uriburu na Argentina em 1930, que forçou a transferência de seu secretariado de Buenos Aires para Montevidéu e, em seguida, Santiago do Chile. Com dificuldades, conseguiu editar La Continental Obrera até 1941. Houve tentativas de reorganizar a ACAT em 1949 e 1960, mas que não prosperaram. 

## Antecedentes
No início do século XX, o anarquismo era a força política predominante no movimento operário latino-americano. As primeiras centrais sindicais da região tinham uma orientação libertária e buscaram estabelecer vínculos entre si. A Federación Obrera Regional Argentina  (FORA), organização sindical anarquista mais influente no contexto regional, manteve laços estreitos com a Confederação Operária Brasileira (COB), a Federación Obrera Regional Uruguaya (FORU) e a Federación Obrera Regional del Perú (FORP). Desde 1905, a FORA tentava articular um congresso operário sul-americano. Uma convocatória foi feita em 1909 e contou com a adesão de organizações do Brasil, Chile, Paraguai, Peru e Uruguai, mas o encontro foi impossibilitado após os eventos do Centenário Argentino. Em 1915, a FORA participou do Congresso Internacional da Paz, que estabeleceu um Comitê de Relações Internacionais com o objetivo de articular uma confederação sindical sul-americana, mas sem obter resultados concretos. A iniciativa foi retomada na década de 1920 através dos contatos estabelecidos entre a FORA e a Confederación General de Trabajadores (CGT) do México. Em 1925, os mexicanos convocaram um congresso continental para o mês de novembro. O encontro seria sediado no Panamá e contaria com a presença de delegados da Argentina, Chile, Peru, Uruguai e México, mas foi impedido por exigência do governo dos Estados Unidos. Em 1927, a FORA e a CGT organizaram um novo congresso, que ocorreu no mês de maio na cidade de Buenos Aires, mas contou apenas com a presença de delegados da Argentina, Paraguai, Uruguai e Brasil. Sem quórum suficiente, decidiram formar uma Secretaria de Relações Internacionais para impulsionar um novo congresso continental.

## Fundação

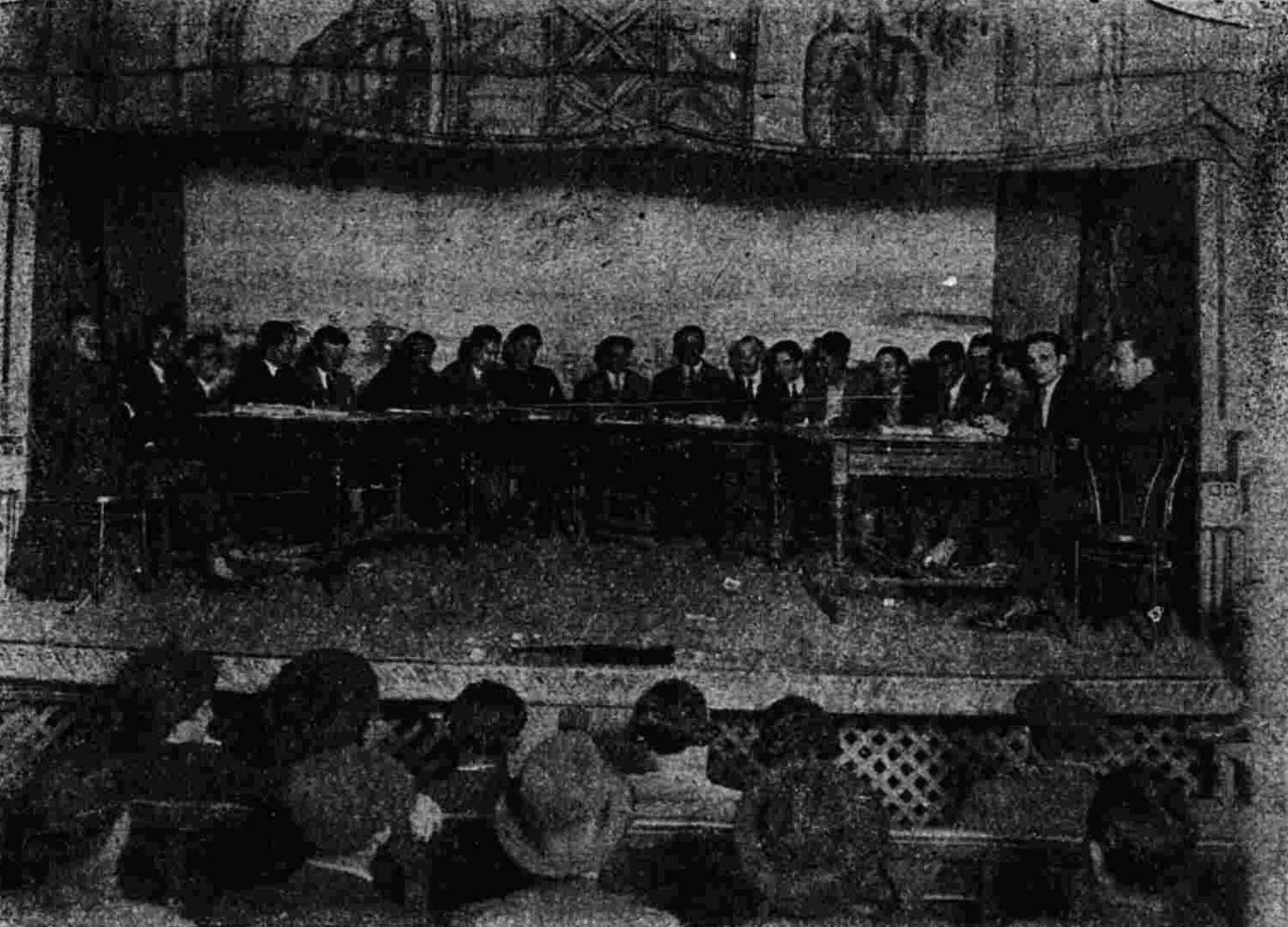
Delegados reunidos durante o congresso de fundação da ACAT.

Entre os dias 11 e 16 de maio de 1929, representantes de diversas organizações sindicais e anarquistas da América Latina se reuniram em Buenos Aires para participar do congresso de fundação da Asociación Continental de Trabajadores (ACAT). O congresso correu na sede da FORA, então situada na rua Bartolomé Mitre, n. 3270. Além da FORA, representada por Emilio López Arango e Serafín Fernández, estiveram presentes: Centro Obrero Regional del Paraguay (CORP), representado por Juan Deilla; Federación Obrera Local (FOL) de La Paz, por Miguel Rodríguez; CGT do México, por Enrique Rangel; Comité de Acción Sindical da Guatemala, por Manuel Bautista Grajeda; Federação Operária do Rio de Janeiro (FORJ), por João Martins, que também representou as federações locais de Bagé, Pelotas, Capão do Leão, Uruguaiana e Pará; FORU uruguaia, por Pascual Minotti. As agrupações La Antorcha e Luz y Libertad da Bolívia, o grupo  La Protesta do Peru, a Agrupación Obrera de Estudios Sociales da Costa Rica e a folha Cultura Proletaria dos Estados Unidos foram representadas por delegações indiretas. A Associação Internacional de Trabalhadores (AIT) enviou seu secretário Augustin Souchy para assistir ao congresso, e Diego Abad de Santillán esteve presente como delegado do Internationaal Antimilitaristisch Bureau de Haia. Também assistiram ao congresso dois membros da Industrial Workers of the World (IWW) do Chile, Armando Triviño e Pedro Ortúzar, então exilados em Buenos Aires.
Os acordos e resoluções aprovados pelo congresso foram ao encontro dos princípios gerais do anarcossindicalismo. A declaração de princípios da ACAT rejeitava a conquista do Estado como um meio para alcançar a emancipação das classes trabalhadoras, afirmando que um "regime social baseado no trabalho comum das associações livres de produtores livres" prescinde do Estado, "que sempre foi um instrumento de dominação de uma casta ou classe parasitária sobre a massa produtiva", que "perde a sua razão de ser" com a "expropriação dos expropriadores". Considerando que os meios de luta a serem adotados deveriam estar de acordo com seus princípios revolucionários, o congresso recomendou a greve geral e parcial, a sabotagem, o boicote e a solidariedade internacional. A intervenção do Estado nos conflitos entre capital e trabalho foi rejeitada. A ACAT declarou-se "adversária de toda a política", rechaçou qualquer "compromisso ou aliança com os partidos que aceitam a colaboração de classes e com os sindicatos que atuam na esfera do Estado" e recomendou o "comunismo anárquico" como uma "aspiração para o futuro".
A ACAT adotou uma estrutura federalista, organizada "de baixo para cima" e que garantia a autonomia dos indivíduos e sindicatos no seu interior. Foi constituída por um conselho federal composto por um delegado de cada organização aderida e por um secretariado de três membros com sede em Buenos Aires, responsável pela correspondência entre as organizações associadas e pela publicação do periódico La Continental Obrera. O secretariado foi composto por Manuel Villar, José Berenguer e Emilio López Arango. López Arango foi assassinado em outubro de 1929 e substituído por Diego Abad de Santillan.

## Atuação
Quando a ACAT foi estabelecida, o anarquismo já não era hegemônico no movimento operário latino-americano. A continental anarquista buscou se contrapor aos comunistas e reformistas, respectivamente articulados a nível internacional na Confederación Sindical Latinoamericana (CSLA) e na Pan-American Federation of Labor (PAFL). Os libertários consideraram que a CSLA era uma organização criada por Moscou apenas para exercer pressão sobre os "governos burgueses" da América Latina e obter o reconhecimento da União Soviética, e descreveram a PAFL como uma "agência político-sindical do governo norte-americano". A ACAT deveria adotar uma postura "abertamente beligerante" contra "os setores políticos e reformistas que atuam no movimento operário, sejam eles democráticos ou ditatoriais"; caso contrário, estaria "secundando o jogo tortuoso dos agentes de Moscou, que exploram o rótulo do comunismo para criar para o governo russo uma base de influência na América". De acordo com o periódico La Continental Obrera, era "necessário esclarecer ideias, definir princípios, levar às massas o ideal da emancipação social, livre de deformações autoritárias e da demagogia comunista fraudulenta".
Inicialmente, a ACAT manteve uma postura otimista em relação ao desenvolvimento da propaganda anarquistas no continente.  Por um tempo, La Continental Obrera foi distribuído gratuitamente entre os libertários latino-americanos e chegou a tiragens de 10 mil exemplares. Mas já em outubro de 1929, o órgão da ACAT admitia que era difícil falar em um "movimento anarquista" nas Américas, pois "o anarquismo existe apenas em um pequeno número de países" e nos demais não era mais do que "uma intenção". A avaliação era a de que o desenvolvimento do anarquismo fora "seriamente prejudicado pela crescente onda autoritária" que ameaçava "destruir todas as conquistas de ordem moral e material". Os governos autoritários de Carlos Ibáñez del Campo no Chile, Gerardo Machado em Cuba, Augusto Leguía no Peru e Hernando Siles Reyes na Bolívia dificultaram a atuação dos libertários no continente. Assim, os esforços da ACAT se concentraram na manutenção dos contatos existentes entre os anarquistas da América Latina.

## Declínio
O contexto repressivo que assolava a América Latina e a perda de influência dos anarquistas no movimento operário tornou a manutenção de uma organização continental praticamente impossível. Cabe destacar que a ACAT foi uma iniciativa impulsionada e mantida sobretudo pela FORA e pelos anarquistas argentinos, que forneceram grande parte do apoio econômico necessário para a publicação de periódicos e folhetos de propaganda editados pelo secretariado da organização continental. Mas com a chegada de José Félix Uriburu ao poder, em setembro de 1930, a FORA foi posta na clandestinidade e o secretariado da ACAT foi transferido para Montevidéu e, em seguida, para Santiago do Chile. Com dificuldades, La Continental Obrera continuou a ser publicado até 1941.
Em 1948, logo após a Segunda Guerra Mundial, a FORA tentou reorganizar a ACAT e convocou um congresso para janeiro de 1949. A convocatória foi respondida por grupos anarcossindicalistas do Chile, Equador, Cuba e Peru, mas o congresso não ocorreu. Em setembro, a Asociación Libertaria de Cuba recebeu o militante argentino Liberto Forti, que esteve em Havana visando uma reorganização da ACAT. Uma edição de La Continental Obrera apareceu em fevereiro de 1960 como parte de uma nova tentativa de reestabelecer a ACAT, que também não prosperou.

## Ligação externa
Acordos e resoluções do congresso constituinte da ACAT (em espanhol).